# (35295) Omo
Pour les articles homonymes, voir Omo.
(35295) Omo est un astéroïde de la ceinture principale.

## Description
(35295) Omo est un astéroïde de la ceinture principale. Il fut découvert le 1er novembre 1996 à Colleverde par Vincenzo Silvano Casulli. Il présente une orbite caractérisée par un demi-grand axe de 2,56 UA, une excentricité de 0,11 et une inclinaison de 14,8° par rapport à l'écliptique.